# Luigi
Luigi egy kitalált szereplő a videójátékok világában, akit a Nintendo alkotott meg. A karakter tervezője Mijamoto Sigeru. Luigit úgy állítják be a Super Mario sorozatban, mint Mario fiatalabb testvérét, akit kinézetben is próbáltak fiatalabbnak láttatni és rengeteg játékban megjelenik, mint fő- illetve mellékszereplő.
Luigi első megjelenése az 1983-ban kiadott Mario Bros. játékban történt meg, ahol őt a második számú játékos irányíthatta, és ezt a szerep megmaradt a Super Mario Bros., a Super Mario Bros. 3 és a Super Mario World játékokban is többek közt. Az első játék, ahol az első játékos is kiválaszthatta Luigi-t, az a Super Mario Bros. 2 volt. Mostanság Luigi szerepe egyre inkább erősödik, különösebbképp a Mario Party és a Mario Kart sorozatokban, bár már korábban is szerepelt, mint főszereplő: először 1991-ben a Mario is Missing! oktatási célú játékban, majd a Luigi's Mansion-ben, amit Nintendo GameCube-ra adtak ki, illetve a Luigi's Mansion 2-ben, amit Nintendo 3DS-re adtak ki, majd a Luigi's Mansion 3-ban, Nintendo Switch-en. A Luigi's Mansion-nek lett egy Nintendo 3DS remake-je ugyanezzel a címmel, és a Luigi's Mansion 2 is kapott egy remake-t (már Nintendo Switch-re), a Luigi's Mansion 2 HD-t. Sőt a Luigi's Mansion 2-nek egy spin-off-ja is van, a Luigi's Mansion Arcade. A New Super Luigi U-ban (Wii U-ra) is Luigi főszerepet kapott.
Eredetileg Mario palettacseréjével oldották meg Luigit (a piros helyett zöld színeket rendeltek hozzá). A kezdetek óta különbözik testvérétől. 2013-at a Nintendo Luigi Évének nevezték, ezzel is emlékezve a karakter születésének 30. évfordulójára.

## Története
Az események 1982-ig vezetnek vissza, a Donkey Kong játék fejlesztéséig, ahol Mijamoto létrehozta Mariót (akit a játékban "Jumpman"nek, azaz ugráló embernek neveztek el), annak reményében, hogy későbbi játékaikban megjelenjen. A tervezőt azonban a Joust inspirálta abban, hogy létrehozzon egy két ember által játszható játékot, ebből lett a Mario Bros. 1983-ban, ahol Luigi, mint Mario öccse töltötte be a második számú játékos szerepét.
E játék sikere után megjelent a Super Mario Bros.-ben is, ahol szerepe változatlan maradt a palettacsere miatt. Később, a csak Japánban kiadott Super Mario Bros. 2-ben (amit később Super Mario Bros.: The Lost Levelsre módosítottak) már függetlenítették bátyjától, ugyanis annak ellenére, hogy a palettacsere megmaradt, a mozgása másabb lett: magasabbra tud ugrani, viszont kevésbé pontosan irányítható.
A világ többi részén kiadott Super Mario Bros. 2-ben (ami a Doki Doki Panic! módosított változata), a második karakter (Mama) aki a legmagasabbra tudott ugrani, volt a sablon Luiginak. Itt már némileg elütött Mariótól, ugyanis magasabbnak vékonyabbnak nézett ki, kombinálva Mario ruhájával.

## Hangja
Mint a kinézete, szinkronhangja is változott az évek alatt. A Mario Kart 64-ben, ahol több karakternek először volt emberi hangja, néhány szereplőnek két hangja is volt: az egyik Észak-Amerikában és Európában hallható mély-tónusú hang Charles Martinet által (aki egyébként Mario, Wario és Waluigi hangja is), Japánban az ellentéte, magas tónusú hangja volt Julien Bardakoff által.

## Jellegzetessége
Luigit magasabbnak és fiatalabbnak ábrázolják Mariónál és általában zöld ingben és sötétkék kantáros farmerben jelenik meg. A legtöbb játékban, amiben szerepel, magasabbra ugrik, mint bátyja, Mario.  Habár Luigi vízvezeték-szerelő, mint bátyja, szerepe függ az adott játéktól. Állandóan idegesnek és félénknek mutatkozik, de jó természetű és kevésbé lesz ideges, mint Mario.

## Vezetékneve
A Nintendo kezdetben nem árulta el a vezetéknevét. Az első feljegyzett használata az 1993-ban kiadott élőszereplős filmben történik, ahol Luigi Mariónak hívják. 2015-ben a Super Mario Bros. 30. évfordulóján megrendezett fesztiválon Mijamoto megerősítette, hogy Mario teljes neve Mario Mario. Ennek megfelelően Luigi teljes neve ténylegesen Luigi Mario.

## Luigi Éve
2013. március 19.-én kezdődött el Luigi Éve a Nintendo kapcsán. Ebben az évben több Luigi-témájú játékot adtak ki, mint például a Dr. Luigi, a Mario & Luigi: Dream Team és a New Super Luigi U. Egy évvel később 2014. március 19-én ez véget ért.

### Luigi Évének játékai
- Luigi's Mansion 2 (Nintendo 3DS)
- Mario & Luigi: Dream Team (Nintendo 3DS) (Luigi álmában játszódik, sok Luigi-változattal)
- New Super Luigi U (Wii U)
- Super Mario 3D World (Wii U) (Luigi Bros. mód és rejtett pixeles Luigik)
- Dr. Luigi (Wii U)
- Super Luigi Bros. a NES Remix 2-ben és a NES Remix Pack-ben (Wii U)

### Fordítás
- Ez a szócikk részben vagy egészben  a   Luigi című angol Wikipédia-szócikk fordításán alapul.  Az eredeti cikk szerkesztőit annak laptörténete sorolja fel. Ez a jelzés csupán a megfogalmazás eredetét és a szerzői jogokat jelzi, nem szolgál a cikkben szereplő információk forrásmegjelöléseként.